# Tessella sertata
Tessella sertata är en fjärilsart som beskrevs av Berg 1882. Tessella sertata ingår i släktet Tessella och familjen björnspinnare. Inga underarter finns listade i Catalogue of Life.